# Pelekium minutulum
Pelekium minutulum är en bladmossart som beskrevs av Andries Touw 2001. Pelekium minutulum ingår i släktet Pelekium och familjen Thuidiaceae. Inga underarter finns listade i Catalogue of Life.